# Stazione di Cesano Maderno (1879)
Stazione di Cesano Maderno 2011-ben bezárt vasútállomás Olaszországban, Lombardia régióban, Cesano Maderno településen.

## Vasútvonalak
Az állomást az alábbi vasútvonalak érintették:
- Milánó–Asso-vasútvonal

## Kapcsolódó állomások
A vasútállomáshoz az alábbi állomások vannak a legközelebb:
- Stazione di Bovisio Masciago-Mombello
- Stazione di Cesano Maderno (2011)